# 神圣的人
神聖的人（拉丁語：Homo sacer），又指被詛咒的人（别名神圣人、牲人），是羅馬法的一個形象：被放逐並可以被任何人殺死，但不能在宗教儀式中被犧牲的人。

## 意義
古羅馬宗教中 sacer 一詞的含義與基督教化後的含義並不完全一致，後者被英語採用為神聖的。在早期的羅馬宗教中，sacer 表示與普通社會“分離”的任何事物，包括“神聖”和“被詛咒”的含義。 因此，homo sacer 也可以簡單地表示一個人被社會除名並被剝奪公民宗教的所有權利和所有功能。 Homo sacer 在法律上被定義為可以被殺死而不將兇手視為兇手的人；和一個不能被用於獻祭的人。 因此，神聖的人可以被理解為法律之外的人。對於某些君主，在某些西方法律傳統中，主權者和聖人的概念被混為一談。
亡命之徒的地位——即一个被宣布为不受法律保护的罪犯，因此可以被任何人杀死而不受惩罚的状态——在整个中世纪欧洲一直存在。

## 相關研究
- 義大利哲學家喬治·阿甘本將「神聖的人」一詞作為其著作的標題，以討論包含極權主義在內的一系列關於政治現代性的問題。
- 臺灣刑法學家李茂生借用「神圣的人」概念與阿甘本的「例外狀態」，來詮釋死刑與特赦制度背後的權力運作、人類規訓技術等。[7]